# 刘芳圃
刘芳圃（1927年—2011），名玉田，字芳圃，山東墾利人。中國政治人物、外交官。1944年加入中國共產黨。1970年任中國駐印度大使館一等秘書。 1976年任中國人民對外友好協會政治處主任、副秘書長。1984年，接替林松担任中华人民共和国驻赤道几内亚大使。1986年，由戴诗琪接任。
2011年于北京逝世。終年84嵗。